# 1990年の宝塚歌劇公演一覧
本項目では、1990年の宝塚歌劇公演一覧（1990ねんのたからづかかげきこうえんいちらん）について示す。

## 宝塚大劇場公演
（）内は、作者または演出者名。参考資料は90年史。

### 雪組
- 1月1日 - 2月13日
  - 『天守に花匂い立つ』（柴田侑宏）
  - 『ブライト・ディライト・タイム』（横澤英雄）

### 月組
- 2月16日 - 3月27日
  - 『大いなる遺産』（太田哲則）
  - 『ザ・モダーン』（横澤英雄）

### 花組
- 3月29日 - 5月8日
  - 『ベルサイユのばら<フェルゼン篇>』（植田紳爾　脚色、植田紳爾・阿古健　演出）

### 星組
- 5月11日 - 6月26日
  - 『メイフラワー』（小原弘稔）
  - 『宝塚レビュー'90』（小原弘稔）

### 雪組
- 6月29日 - 8月7日
  - 『黄昏色のハーフムーン』（中村暁）
  - 『パラダイス・トロピカーナ』（酒井澄夫）

### 月組
- 8月9日 - 9月18日
  - 『川霧の橋』（柴田侑宏　脚本・演出）
  - 『ル・ポアゾン 愛の媚薬』（岡田敬二）

### 花組
- 9月21日 - 10月30日
  - 『秋…冬への前奏曲』（谷正純）
  - 『ザ・ショーケース』（横澤英雄）

### 星組
- 11月2日 - 12月16日
  - 『アポロンの迷宮』（小池修一郎）
  - 『ジーザス・ディアマンテ〜夢の王の夢〜』（草野旦）

## 東京宝塚劇場公演
（）内は、作者または演出者名。参考資料は90年史。

### 星組
- 3月4日 - 4月1日
  - 『ベルサイユのばら（植田紳爾　脚本、植田紳爾・阿古健　演出）

### 雪組
- 4月5日 - 4月29日
  - 『天守に花匂い立つ』（柴田侑宏）
  - 『ブライト・ディライト・タイム』（横澤英雄）

### 月組
- 6月3日 - 6月27日
  - 『大いなる遺産』（太田哲則）
  - 『ザ・モダーン』（横澤英雄）

### 花組
- 7月1日 - 7月29日
  - 『ベルサイユのばら<フェルゼン篇>』（植田紳爾　脚本、植田紳爾・阿古健　演出）

### 星組
- 8月2日 - 8月27日
  - 『メイフラワー』（小原弘稔）
  - 『宝塚レビュー'90』（小原弘稔）

### 雪組
- 11月3日 - 11月25日
  - 『黄昏色のハーフムーン』（中村暁）
  - 『パラダイス・トロピカーナ』（酒井澄夫）

### 月組
- 12月2日 - 12月26日
  - 『川霧の橋』（柴田侑宏　脚本・演出）
  - 『ル・ポアゾン 愛の媚薬』（岡田敬二）

## 宝塚バウホール公演
（）内は、作者または演出者名。参考資料は90年史。

### 星組
- 1月2日 - 1月7日
  - 『シチリアの風』（太田哲則　脚本・演出）

- 1月14日 - 1月28日
  - 『太陽に背を向けて』（石田昌也）

### 花組
- 2月3日 - 2月13日
  - 『エル・アミーゴ』（大関弘政）

### 雪組
- 3月8日 - 3月12日
  - 『ツーロンの薔薇』（小原弘稔）

### 月組
- 4月21日 - 5月6日
  - 『ロミオとジュリエット』（柴田侑宏　脚本・演出）

### 花組
- 5月27日 - 6月12日
  - 『美しき野獣』（小池修一郎）

### 雪組
- 8月25日 - 9月9日
  - 『花のもとにて春』（大関弘政）

### 星組
- 9月16日 - 9月25日
  - 『シティライト・メロディ』（村上信夫）

### 月組
- 10月13日 - 10月30日
  - 『BLUFF』（正塚晴彦）

## その他の日本公演
（）内は、作者または演出者名。参考資料は90年史。

### 月組・特別
- 1月4日 - 1月10日　東京・日本青年館
  - 『赤と黒』（柴田侑宏　脚本・演出）

### 花組
- 2月3日 - 2月13日　名古屋・中日劇場
  - 『ロマノフの宝石』（正塚晴彦）
  - 『ジタン・デ・ジタン』（草野旦）

### 雪組・特別
- 2月23日 - 2月27日　東京・日本青年館
  - 『ツーロンの薔薇』（小原弘稔）

- 3月3日・4日　名古屋市民会館
  - 『ツーロンの薔薇』（小原弘稔）

### 月組
- 4月14日 - 4月29日　瀬戸、大津、武蔵野、相模原、藤沢、立川、市川、足利、静岡、豊橋、岡山、広島
  - 『天使の微笑・悪魔の涙』（小池修一郎）
  - 『レッド・ホット・ラブ』（村上信夫）

- 5月1日 - 5月6日　福岡市民会館
  - 『天使の微笑・悪魔の涙』（小池修一郎）
  - 『レッド・ホット・ラブ』（村上信夫）

### 花組・特別
- 5月23日 - 5月27日　東京・日本青年館
  - 『エル・アミーゴ』（大関弘政）

### 雪組
- 9月8日 - 9月30日　高松、守山、半田、松阪、豊田、亀山、安城、川口、日立、仙台、多賀城、市川、茅ヶ崎、八日市、鯖江
  - 『天守に花匂い立つ』（柴田侑宏）
  - 『ブライト・ディライト・タイム』（三木章雄）

### 星組・特別
- 9月13日 - 9月16日　東京・ゆうぽうと簡易保険ホール
  - 『シチリアの風』（太田哲則　脚本・演出）

### 月組
- 10月13日 - 11月4日　江南、安城、町田、調布、渋川、伊勢崎、熊谷、宇都宮、宇部、下関、福岡、佐賀、宮崎、人吉、鹿児島
  - 『天使の微笑・悪魔の涙』（小池修一郎）
  - 『レッド・ホット・ラブ』（村上信夫）

## アトランタ訪問
参考資料は80年史。
- 1990年10月

訪問地と公演地と出演内容
- 10月4日　アメリカ合衆国・ジョージア州アトランタの日航アトランタホテルのオープニング・セレモニーに出演

参加生徒
- 仁科有理
- 杜けあき
- 一路真輝
- 小乙女幸
- 鮎ゆうき

（5人）